# Escada de peixes

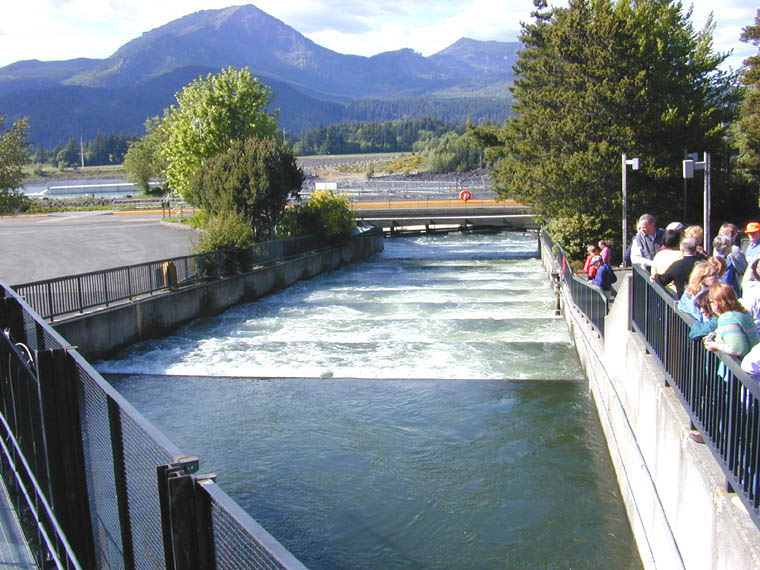
Escada de peixes do tipo "piscina e dique" na barragem Bonneville, no rio Columbia, nos Estados Unidos.

Um sistema para transposição de peixes, também conhecido como escada de peixes, ou escada passa-peixes, é uma estrutura construída em torno de barreiras naturais ou artificiais (tais como barragens, eclusas e cachoeiras), para facilitar a transposição natural de peixes de espécies que necessitam de migração. A maioria das escadas de peixes permitem que os peixes ultrapassem as barreiras e saltem ou percorram uma série de obstáculos relativamente baixos (daí o termo "escada") para acessar as águas do outro lado. A velocidade da água que cai sobre os obstáculos tem que ser suficiente alta para atrair o peixe para a escada, mas não pode ser tão alta para não levar os peixes de volta a jusante ou esgotá-los ao ponto de incapacidade para continuar a sua viagem rio acima.

## História

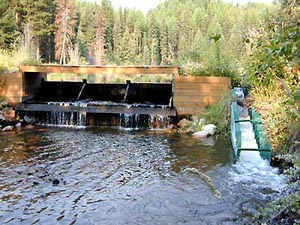
Escada de peixes do tipo Denil em Salmon Creek, em Montana

Há relatos de escadas de peixes rudimentares, que datam do Século XVII, na França, onde feixes de ramos foram usados para criar etapas nos canais íngremes para permitir que os peixes ultrapassassem obstáculos. Uma versão foi patenteada em 1837 por Richard McFarlan da cidade de Bathurst (Nova Brunswick), no Canadá. McFarlan projetou uma escada de peixes para para permitir a passagem uma barragem no seu moinho d'água. Em 1852-1854, a escada de peixes de Ballisodare foi construída no Condado de Sligo, na Irlanda, para atrair salmões para um rio onde, até então, não havia pesca. Em 1880, a primeira escada de peixes foi construída em Rhode Island, nos Estados Unidos. A escada foi removida em 1924, quando a cidade de Providence substituiu a barragem de madeira por uma de concreto.[carece de fontes?]
Com o avanço da Revolução Industrial, barragens e outros obstáculos nos rios tornaram-se cada vez maiores e mais comuns, levando à necessidade de construções de escadas de peixes efetivas.

## Tipos de escada de peixes

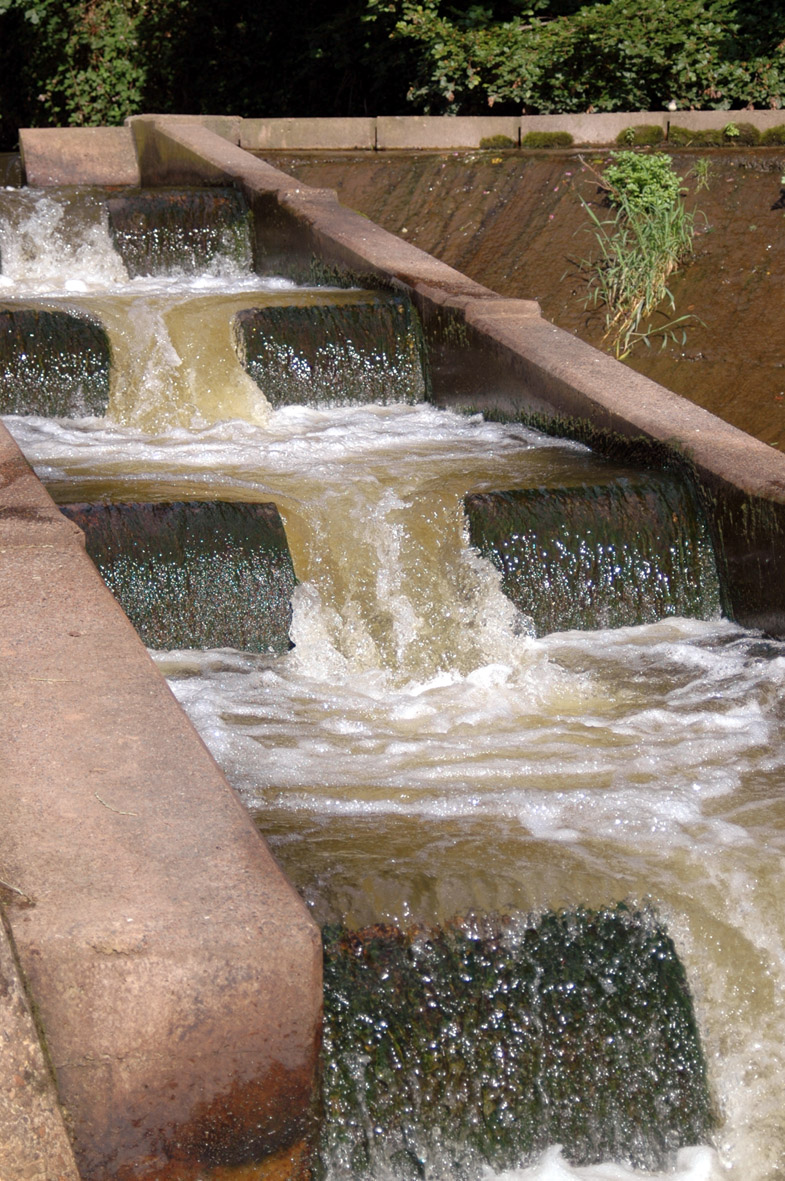
Uma pequena escada de peixes no Rio Otter, em Devon

Existem seis tipos principais de escada de peixes:
- Escada com soleira ou degrau,
- Escadas de refluxo (Denil, Larinier, Alasca Steeppass, ou outras),
- Elevador de peixes,
- Rampa de rochas,
- Escada Vertical-Slot,
- Sifão de peixes.

## Eficácia
As escadas de peixes possuem um registo misto de eficácia. A eficácia varia para diferentes tipos de escadas e de espécies de peixes. Há um estudo que mostra que apenas três por cento dos indivíduos da espécie Alosa sapidissima atravessam escadas em todo o caminho até o local de desova. A eficácia depende da capacidade de natação da espécie de peixe e da forma como o peixe se move para cima e a jusante. Uma escada de peixes de passagem que é projetada para permitir que os peixes passem a montante pode não permitir a passagem a jusante, por exemplo. Nem toda escada de peixes funciona o tempo todo.